# Jorma Tuominen
Jorma Jussi Kullervo Tuominen, född 25 februari 1909 i Uleåborg, död 23 december 2002 i Tavastehus, var en finländsk fackförenings- och ämbetsman. 
Tuominen, som var son till skräddarmästare Anders Johan Tuominen och Anna Aliina Tarvainen, blev student 1928, sociologie kandidat 1936 och sociologie magister 1956. Han var sekreterare i Finska kommunalarbetareförbundet 1937–1939, i Finlands Fackföreningars Centralförbund 1939–1942, köpingsdirektör i Hyvinge 1942–1955, stadsdirektör i Jyväskylä 1955–1959 och landshövding i Tavastehus län 1959–1972.

## Utmärkelser
- Kommendörstecknet av Finlands Vita Ros’ orden[1]
- Finlands Röda Kors’ förtjänstkors[2]
- Vinterkrigets minnesmedalj[3]
- Hederstecken i silver och band av Österrikiska republikens förtjänstorden[1]
- Förtjänstmedaljen för befolkningsskyddsarbete av 1. klass[1]
- Finlands idrottskulturs förtjänstkors[1]
- Minnesmedalj för deltagande i 1941-1945 års krig[3]

[Redigera Wikidata]